# پردازش پلاسما
تعریف حالت ماده از ابتدای تاریخ بشر دگرگونی‌های فراوانی داشته‌است. یونانیان باستان بر این عقیده بودند جهان از چهار حالت آب، باد، آتش و خاک تشکیل شده‌است. با رشد دانش بشری سه حالت جامد، مایع و گاز برای جهان تصور شد. اولین بار در سال ۱۰۹۰ میلادی تانکس و لانگمویر در مطالعه‌ای پیرامون نوسانات در تخلیه الکتریکی کلمه پلاسما را بکار بردند. این واژه به مجموعه ای از ذرات باردار اطلاق شد. اما بیشتر خواص شناخته شده پلاسما مانند نیروی بلند برد کولنی و خواص تجمعی ذرات باردار در سال ۱۰۹۰ میلادی توسط رایلرگ در مطالعه‌ای پیرامون نوسانات الکترون در مدل تامسون الکترون معرفی شده بود. قبل از آن نیز مطالعات بسیاری برای بررسی تخلیه الکتریکی انجام شده بود.
با حرارت دادن جامدات، حالت جامد به حالت مایع تغییر شکل خواهد داد. با حرارت دادن مجدد، مایع تبدیل به حالت گاز خواهد شد. با دادن انرژی بیشتر به حالت گاز، قسمتی از آن یونیزه می‌شود، این حالت را حالت چهار ماده یا پلاسما می‌نامیم. ۹۹٪ جهان پیرامون ما از پلاسما تشکیل شده‌است، با این حال به علت دمای پایین و چگالی بالا، منبع پلاسمای طبیعی برروی زمین وجود ندارد.

## مهندسی پلاسما
استفاده صنعتی از پلاسما به دلیل دو ویژگی مهم آن صورت می‌گیرد. اولین ویژگی پلاسما، توان بالا یا چگالی انرژی بالای آن است. برای مثال در قوس‌های الکتریکی DC، پلاسما می‌تواند به چگالی توان 3w/cm ۱۰۰ تا 3Kw/cm ۱۰ برسد. این پلاسماها قادر به ذوب یا بخار نمودن سطح مواد می‌باشند و عموماً در فرایندهایی چون جوش، پاشش پلاسما و کوره‌های قوس استفاده می‌شوند. ویژگی مهم دیگری که استفاده از پلاسما را اهمیت بخشیده‌است، تولید گونه‌های فعال در محیط گازی می‌باشد. گونه‌های فعال این امکان را فراهم می‌آورد تا در نزدیکی سطح، فرایند پردازش سطح اتفاق بیفتد. به عبارت دیگر فرایند سطحی پلاسما به دلیل تولید گونه‌های فعال، پلاسما را نسبت به سایر روش‌ها مزیت می‌بخشد. به‌طور عمومی این گونه‌های فعال در پلاسماهای تخلیه درخشان و کرونا تولید می‌شوند. در این نوع پلاسما، چگالی توان کمتر از 3w/cm ۴–۱۰ می‌باشد.

## روش‌های حفاظت از مواد
عملیات سطحی که عمدتاً به منظور بهبود خواص مکانیکی و در برخی موارد بهبود خواص فیزیکی یا شیمیایی فلزات و آلیاژها به کار می‌رود، دامنه وسیعی از فرایندهای مختلف شامل عملیات حرارتی سطحی مرسوم و متداول و عملیات سطحی نوین را در بر می‌گیرد. برخلاف فرایندهای مختلف عملیات حرارتی متداول، ابداع و گسترش فرایندهای سطحی نوین که خود شامل دامنه وسیعی از روشهای مختلف مانند رسوب شیمیایی بخار، رسوب فیزیکی بخار، تکنولوژیهای پاششی و اکسیداسیون پلاسمای الکترولیتی است، منحصر به دهه‌های اخیر می‌شود.

### پاشش پلاسما
فرایند پاشش پلاسمایی به منظور ایجاد لایه‌های ضخیم بر روی سطوح فلزی از طریق قرارگیری ماده پوشش در محیط پلاسما و شلیک آن به سمت سطح زیرلایه، در حوزه‌های گوناگون به کار برده می‌شود. به عبارت دیگر در این روش با اعمال پتانسیل الکتریکی بالا به نازل، گاز خروجی از آن یونیزه شده و به پلاسما تبدیل می‌گردد. با وارد نمودن ماده پوشش دهنده به صورت پودر به پلاسما، به دلیل دمای بالای پلاسما، پودر ذوب می‌شود. با پرتاب ماده مذاب به سمت زیر لایه و سریع سرد شدن آن، پوشش ایجاد می‌گردد. به‌طور کلی تئوریهای چسبندگی بین دو ماده مشتمل بر فرایندهایی بر پایه نفوذ، قفل شوندگی مکانیکی، جذب الکترواستاتیک، جذب فیزیکی، اتصال شیمیایی و لایه‌های مرزی ضعیف می‌باشد. هر چند این تعریف کلی را نمی‌توان به‌طور کامل برای پوشش‌های اسپری حرارتی بکار برد، چرا که این نوع پوشش‌ها در سطح ریزساختاری به صورت مخلوط یا کامپوزیت در نظر گرفته می‌شوند. مکانیزم‌های اصلی اتصال پوشش پاشش پلاسمایی در سه گروه قفل شدگی مکانیکی، پیوند فلزی (نیروهای پراکندگی، جذب شیمیایی، نفوذ) و پیوند شیمیایی طبقه‌بندی می‌شوند. از مزایای این پوشش، توانایی پوشش دهی فلزات دیرگداز مانند تنگستن برای پوشش‌های سد حرارتی می‌باشد. در این نوع پوشش چسبندگی پوشش به زیرلایه از جمله معیارهای ارزیابی عملکرد پوشش محسوب می‌گردد.

### رسوبگذاری بخار شیمیایی به کمک پلاسما
در رسوبگراری بخار شیمیایی با ورود گاز به محفظه پوشش دهی پیوند شیمیایی بین اجزاء گاز و زیرلایه برقرار می‌شود. این فرایند به علت زمان بر بودن از لحاظ اقتصادی مقرون به صرفه نیست. به همین منظور با استفاده از پلاسما به دلیل تولید گونه‌های فعال در محیط پوشش دهی، زمان و کیفیت پوشش دهی اصلاح می‌شود. به همین منظور این روش رسوبگراری بخار شیمیایی به کمک پلاسما نامیده می‌شود. تولید قطعات الکترونیکی، سلول‌های خورشیدی و صفحه نمایشهای تخت با ایجاد پوشش نازک سیلیکون به کمک این تکنیک انجام می‌پذیرد.

### اندایزینگ
پوشش آندایز یک پوشش سرامیکی آلومینا می‌باشد که به کمک پلاریزاسیون آندی سطح در محلولهای اسیدی مختلف ایجاد می‌شود. بسته به چگونگی فرایند آندایزینگ، مقاومت به خوردگی به مقدار قابل توجهی افزایش می‌یابد. مکانیزم کلی این عملیات بدین صورت است که جریان مستقیم برق از مایع الکترولیت مناسبی می‌گذرد که در آن فلز پایه آند بوده و فلز مناسب دیگری کاتد می‌باشد. در این صورت بر سطح فلز پایه نازکی از اکسید ایجاد می‌گردد که ضخامت آن به عوامل گوناگونی بستگی دارد. برای مثال برای آلومینیوم ولتاژ اعمالی بین ۱۹ تا ۱۷ ولت می‌باشد و از یک الکترولیت خورنده مانند اسید سولفوریک استفاده می‌کنند. از معایب این روش می‌توان به زمان زیاد حضور قطعه در داخل حمام اشاره نمود، برای مثال برای بدست آوردن ضخامتی معادل ۵ میکرون با چگالی جریان ۱٫۶ آمپر بر دسیمتر مربع حدود ۱۰ دقیقه و برای ضخامتی برابر ۱۰ میکرون حدود ۲۰ دقیقه زمان مورد نیاز است و هرچه ضخامت بیشتر باشد، مدت زمان بیشتر است. در برخی از موارد حتی با زمان زیاد دیگر تغییری در ضخامت نخواهیم داشت.

## اکسیداسیون پلاسمای الکترولیتی

### آشنایی با پلاسمای الکترولیتی
فرایند پلاسمای الکترولیتی به عنوان یک ترکیب از الکترولیز سنتی و فرایند پلاسمای اتمسفری مطرح است. در مورد الکتروفورتیک چه در مورد پایهٔ علمی و چه در مورد کاربردهای عملی آن تحقیقات گسترده‌ای انجام شده‌است. همهٔ مطالعات بیانگر آن هستند که در یک ولتاژ خاص بین دو الکترود یک انحراف از قانون فارادی (ارتباط وزن رسوب یافته با مقدار بار عبوری از محلول) صورت می‌گیرد و از آنجا که ولتاژ در اینجا از الکترولیز عادی بیشتر است، این پدیده سبب می‌شود میزان زیادی گاز ایجاد شود و یک محیط پیوسته حول الکترود شکل گیرد. علی‌رغم تفاوت در مواد مورد عملیات قرار گیرنده در پلاسمای الکترولیتی پارامترهای فرایند و نتایج بدست آمده، این تکنیک‌ها می‌توانند به عنوان یک گروه متمایز از فرایندهای مهندسی سطح مد نظر قرار گیرند. دو پدیدهٔ رخ داده در این فرایند عبارتند از: الف) الکترولیز یک محیط آبی با اعمال ولتاژهای متفاوت بین قطعه کاری به عنوان یک الکترود (آند) و الکترود دیگر با بار مخالف (کاتد)، ب) تولید یک تخلیه الکتریکی در سطح یا در مجاورت قطعه.

### اصول فیزیکی و شیمیایی پلاسمای الکترولیتی
الکترولیز محلول آبی توسط تعدادی از فرایندهای الکترولیتی انجام می‌شود. در حالت خاص آزادسازی گاز اکسیژن یا اکسیداسیون فلز در سطح آند رخ می‌دهد. بسته به اکتیویته شیمیایی الکترولیت نسبت به فلز، فرایند اکسیداسیون هم می‌تواند منجر به تجزیه سطح شود یا اینکه منجر به تشکیل لایه اکسیدی شود. همچنین آزادسازی گاز هیدروژن یا احیاء کاتیون می‌تواند در سطح کاتد رخ دهد. وقتی که یک فرایند الکترولیز معمولی مورد بررسی قرار می‌گیرد، معمولاً فرایندهای الکترودی در چهارچوب یک مدل ساده شده مورد توجه قرار می‌گیرد.

### واکنش‌های شیمیایی پلاسما
یکی از نکات جالب توجه در فرایند PEO شکل‌گیری فازهای نیمه پایدار، محلول جامد غیر تعادلی، ترکیبات کمپلکس، فازهای شیشه ای و … در اثر فرایند می‌باشد. این مواد در نتیجهٔ واکنش‌ها می‌توانند در تخلیه‌های گسترش یافته در محیط بخار یا مستقیماً در لایه سطحی رخ دهند. متعاقباً واکنش‌های پلاسمایی در فاز بخار و جامد رخ خواهند داد.
واکنش‌های PEO در فشارهای لحظه ای نسبتاً کم حدود ۰٫۲ گیگاپاسکال و دماهای کمتر از ۱۵۰۰–۱۰۰۰ درجه سانتیگراد رخ می‌دهد. در مقادیر بیشتر فشار نظیر ۱۰۰ گیگاپاسکال و دمای ۲۰۰۰ درجه سانتیگراد مطابق با دینامیک پدیدهٔ تخلیه واکنش الکترولیز در دو مرحله رخ می‌دهد:الف) یونیزاسیون و ب) چگالش
در مرحلهٔ اول تصادم یا یونیزاسیون حرارتی در منطقهٔ تخلیه رخ می‌دهد. فرایندهای انجام شده در این مرحله عمدتاً عبارتند از: تجزیهٔ ترکیبات که با آزاد شدن مقادیر قابل توجه گرما و انبساط همراه است. در اثر این پدیده دستیابی به فشارها و دماهای بالا در کانال تخلیه در مدت زمان‌های بسیار کم ممکن می‌گردد. میدان الکتریکی موجود در کانال تخلیهٔ ذرات باردار موجود در پلاسما را تفکیک می‌کند. بعضی از آنها نظیر یون‌های مثبت در الکترولیت وارد می‌شوند و بعضی نظیر یون‌های منفی بر روی سطح الکترود رسوب می‌کنند.
در طول مرحلهٔ دوم دما به سرعت افت می‌کند و مولفه‌های پلاسما محصولاتی شکل می‌دهند که به سرعت درون کانال پلاسما چگالش می‌یابند. علت ایجاد ترکیبات نیمه پایداری که شرح داده شد به واسطه سرعت سرد شدن زیاد است که به ۸۱۰ درجه کلوین بر ثانیه می‌رسد. یکی از مسائل دشواری که در PEO مطرح است، بررسی احتمال شکل‌گیری فازها از طریق دیاگرام فازی در سطح است.

## مکانیزم فرایند اکسیداسیون پلاسمای الکترولیتی
وقتی که نمونه در منطقه پایدار پلاسما قرار داده می‌شود، یک لایه گازی سطح نمونه را می‌پوشاند. یک اختلاف پتانسیل شدید ایجاد می‌شود که باعث می‌شود تا مقدار غلظت یونهای مثبت در نزدیکی آند و در روی حباب‌های گازی افزایش چشم‌گیری داشته باشد. این امر باعث می‌شود تا میدان الکتریکی بسیار قوی میان یونهای مثبت و آند ایجاد شود. مقدار این میدان می‌تواند تا حدود5^10 V/m افزایش یابد. هنگامیکه میدان الکتریکی ایجادشده تا این حد افزایش می‌یابد، حباب‌های گازی یونیزه شده تخلیه پلاسمایی انجام می‌شود.
به طورکلی در اطراف محل ایجاد پلاسما تعداد زیادی حبابهای گازی وجود دارد که گفته می‌شود که دمای پلاسما حدود ۲۰۰۰ درجه سانتی گراد می‌رسد و در بعضی مراجع نیز گفته‌اند که به مقدار ۶۷۲۷ درجه سانتی گراد می‌رسد. دو پدیده هنگام انفجار حباب‌ها گازی اتفاق می‌افتد. اول تمامی یونهای مثبتی که در اطراف نمونه قرار دارند به سرعت به سمت نمونه سرازیر می‌شوند. دوم اینکه در اثر انفجار، انرژی زیادی تخلیه می‌شود. بخش انرژی پتانسیل آن در داخل لایه گازی اطراف حباب ذخیره می‌شود و بخش انرژی جنبشی آن، از طریق لایه الکترولیت مایع به سطح نمونه منتقل می‌شود. یونهای تولید شده نیز که با انفجار حبابهای گازی شتاب گرفته‌اند نیز به وسیله انرژی جنبشی ایجاد شده به سطح آند هدایت می‌شوند. این آزادسازی باعث می‌شود تا یونهای فلزی بیشتر به سمت کاتد و یونهای گازی به سمت آند سوق پیدا کنند.